# د. برايس مارشال جونيور
د. برايس مارشال جونيور (بالإنجليزية: D. Price Marshall Jr.)‏ هو قاضي ومحامي أمريكي، ولد في 20 يوليو 1963 في ممفيس في الولايات المتحدة.